# Jacques-André-Joseph Camelot Aved

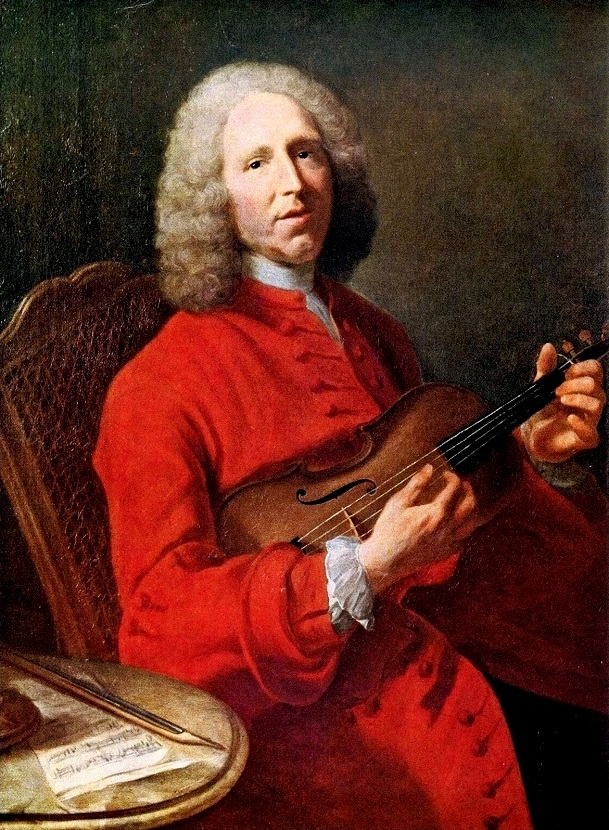
Der Komponist Jean-Philippe Rameau, Porträt von Jacques-André-Joseph Camelot Aved

Jacques-André-Joseph Camelot Aved oder Avet (* 12. Januar 1702 in Douai, heute Region Nord-Pas-de-Calais; † 4. März 1766 in Paris) war einer der führenden Porträtisten des französischen Rokoko, Kunstsammler und Kunsthändler.  

## Leben und Werk
Camelot Aved, auch „le Camelot“ oder „le Batave“ genannt, wurde im flämischen Douai als Sohn eines Mediziners geboren. Nach dem frühen Tod seines Vaters heiratete seine Mutter einen niederländischen Offizier und die Familie zog nach Amsterdam. Seine Ausbildung erhielt er dort bei Boitard und Bernard Picart, von 1721 an dann in Paris bei Alexis Simon Belle. Mit dessen Schülern Carle van Loo, François Boucher, Jacques Dumont le Romain und besonders Jean Siméon Chardin war er befreundet. Er entwickelte das Konzept des „psychologischen Portraits“. 1731 wurde er freies, 1734 volles Mitglied der Académie royale de peinture et de sculpture; 1734 übernahm er dort die Funktion eines Conseillers. 1759 beteiligte sich Aved das letzte Mal an einem Salon.
Aved besaß eine bedeutende Kunstsammlung, in der neben Werken seiner französischen Zeitgenossen auch ältere italienische und vor allem niederländische Meister vertreten waren. Er betätigte sich zudem als Kunsthändler. Seine Sammlung wurde 1766 in Paris versteigert.
Unter anderem porträtierte Aved Madame de Crozat (1741, Musée Fabre, Montpellier), den niederländischen Statthalter Wilhelm IV. von Oranien (1751, Rijksmuseum Amsterdam) und den französischen Komponisten Jean-Philippe Rameau (Musée des Beaux-Arts, Dijon).
Seine Bilder befinden sich heute in zahlreichen französischen Museen wie dem Louvre, dem Kunstmuseum Dijon, dem Kunstmuseum Nantes, dem Musée Condé in Chantilly, im J. Paul Getty Museum in Los Angeles, aber auch in den Niederlanden.